# Köhlerberg (Taunus)
Der Köhlerberg ist eine 424,7 m ü. NHN hohe Erhebung im deutschen Mittelgebirge Taunus. Er liegt zwischen Griedelbach und Oberwetz im hessischen Lahn-Dill-Kreis.

## Geographische Lage
Der Köhlerberg erhebt sich im Östlichen Hintertaunus und im Naturpark Taunus. Sein Gipfel liegt 2,2 km nördlich des Waldsolmser Ortsteils Griedelbach, 1,3 km südsüdöstlich von Oberwetz und 3 km östlich von Oberquembach, zwei Ortsteilen von Schöffengrund; alle drei Ortsteile gehören zum Lahn-Dill-Kreis. Im benachbarten Landkreis Gießen liegt 3,5 km südöstlich des Gipfels der Langgönser Ortsteil Cleeberg. Der Gipfel befindet sich etwa 50 m südlich der Landkreisgrenze in zu Griedelbach zählendem Gebiet.
Auf dem Südosthang des Bergs entspringt der Sauergrundbach und südlich der Ebergrundbach, die beide zum Ackergrundbach fließen und zum Einzugsgebiet des Kleebachs zählen. Südlich liegt die Quelle des Solmsbach-Zuflusses Mühlbach und westsüdwestlich jene des Eulsbachs, der den auf dem Nordwesthang des Bergs entspringenden Solmsbach-Zufluss Quembach speist. Nördlich befindet sich die Quelle des Lahn-Zuflusses Wetzbach.
Auf dem Südwesthang des bewaldeten Bergs liegt die Siedlung Am Rauenhain. Bis auf seinen Südhang reichen Teile des 38,28 ha großen Fauna-Flora-Habitat-Gebiets Ackergrundbachtal nördlich Cleeberg (FFH-Nr. 5517-303).

## Naturräumliche Zuordnung
Der Köhlerberg gehört in der naturräumlichen Haupteinheitengruppe Taunus (Nr. 30) und in der Haupteinheit Östlicher Hintertaunus (302) zum nordöstlichen Teilgebiet des Naturraums Wetzlarer Hintertaunus (302.0).